# طارق الحرقان
طارق الحرقان هو لاعب كرة قدم سعودي معتزل لعب في مركز حراسة المرمى ومثل نادي الشباب السعودي وشارك مع المنتخب السعودي لكرة القدم في مباراة دولية واحدة كانت في كأس أمم آسيا 2004 أمام منتخب تركمانستان لكرة القدم .

## روابط خارجية
- طارق الحرقان على موقع قاعدة بيانات كرة القدم.إي يو (الإنجليزية)